# Eresus adaleari
Espèce
Eresus adaleari est une espèce d'araignées aranéomorphes de la famille des Eresidae.

## Distribution
Cette espèce est endémique de la province de Semnan en Iran,.

## Description
Le mâle holotype mesure 7,8 mm.

## Étymologie
Cette espèce est nommée en l'honneur d'Adam Olearius.

## Publication originale
- Zamani, Altin & Szűts, 2020 : « A black sheep in Eresus (Araneae: Eresidae): taxonomic notes on the ladybird spiders of Iran and Turkey, with a new species. » Zootaxa, no 4851(3), p. 559-572.